# Edward Dillon
Edward Dillon (ur. 1 stycznia 1879 w Nowym Jorku, zm. 11 lipca 1933 w Hollywood) – amerykański aktor, reżyser i scenarzysta epoki filmu niemego. Brat aktora Johna T. Dillona.

## Filmografia

### Aktor
- Bobby's Kodak (1908)
- After Many Years (1908)
- Monday Morning in a Coney Island Police Court (1908)
- Where the Breakers Roar (1908)
- The Feud and the Turkey (1908)
- The Reckoning (1908)
- The Kentuckian (1908)
- The Welcome Burglar (1909)
- The Brahma Diamond (1909)
- A Flash of Light (1910)
- The Lucky Toothache (1910)
- The Fugitive (1910)
- In the Border States (1910)
- The Modern Prodigal (1910)
- A Mohawk's Way (1910)
- Fisher Folks (1911)
- The Miser's Heart (1911)
- A Country Cupid (1911)
- Enoch Arden (1911)
- Priscilla and the Umbrella (1911)
- Priscilla's April Fool Joke (1911)
- The Lonedale Operator (1911)
- What Shall We Do with Our Old? (1911)
- The Informer (1912)
- Blind Love (1912)
- The Spirit Awakened (1912)
- Help! Help! (1912)
- The Root of Evil (1912)
- A Voice from the Deep (1912)
- For His Son (1912)
- The Old Bookkeeper (1912)
- Won by a Fish (1912)
- An Indian's Loyalty (1913)
- The Mothering Heart (1913)
- Red Hicks Defies the World (1913)
- Broken Ways (1913)
- Love in an Apartment Hotel (1913)
- The Little Tease (1913)
- Almost a Wild Man (1913)
- Fatty and Minnie He-Haw (1914)
- Shotguns That Kick (1914)
- Fatty's Wine Party (1914)
- Fatty's Jonah Day (1914)
- An Incompetent Hero (1914)
- Lovers' Post Office (1914)
- Fatty and the Heiress (1914)
- Nell's Eugenic Wedding (1914)
- Judith of Bethulia (1914)
- The Skyrocket (1926)
- Lilac Time (1928)
- The Broadway Melody (1929)
- Sob Sister (1931)
- Iron Man (1931)

### Reżyser
- Those Happy Days (1914)
- The Sky Pirate (1914)
- The Alarm (1914)
- Nell's Eugenic Wedding (1914)
- Sunshine Dad (1916)
- A Daughter of the Poor (1917)
- The Antics of Ann (1917)
- Help! Help! Police! (1919)
- The Winning Stroke  (1919)
- The Frisky Mrs. Johnson (1920)
- A Heart to Let (1921)
- Women Men Marry (1922)
- Broadway Gold (1923)
- The Speeding Venus (1926)
- Bred in Old Kentucky (1926)
- The Danger Girl (1926)
- The Dice Woman (1926)